# Moloch: Book of Angels Volume 6
Moloch: Book of Angels, Volume 6 è un album in studio del pianista jazz statunitense Uri Caine, contenente 19 delle 316 composizioni del compositore jazz statunitense John Zorn provenienti dal libro delle composizioni Book of Angels. Fu pubblicato il 21 novembre 2006 dalla Tzadik Records.

## Tracce
Musiche di John Zorn.
1. Rimmon (Take 1) (271° composizione) – 4:46
2. Domiel (292° composizione) – 3:56
3. Mehriel (247° composizione) – 4:32
4. Salviel (24° composizione) – 2:25
5. Tufrial (92° composizione) – 4:04
6. Jerazol (110° composizione) – 3:41
7. Harshiel (101° composizione) – 3:34
8. Dumah (299° composizione) – 3:14
9. Harviel (16° composizione) – 5:01
10. Segef (296° composizione) – 1:59
11. Sahriel (191° composizione) – 4:59
12. Shokad (14° composizione) – 2:56
13. Zophiel (176° composizione) – 5:01
14. Hayyoth (56° composizione) – 2:31
15. Nuriel (53° composizione) – 5:51
16. Ubaviel (109° composizione) – 5:17
17. Hadrial (34° composizione) – 4:41
18. Cassiel (2° composizione) – 2:37
19. Rimmon (Take 2) (271° composizione) – 6:14

Durata totale: 77:19

## Formazione
- John Zorn – produzione, direzione
- Uri Caine – pianoforte